# Nowa Wieś (Kęty)

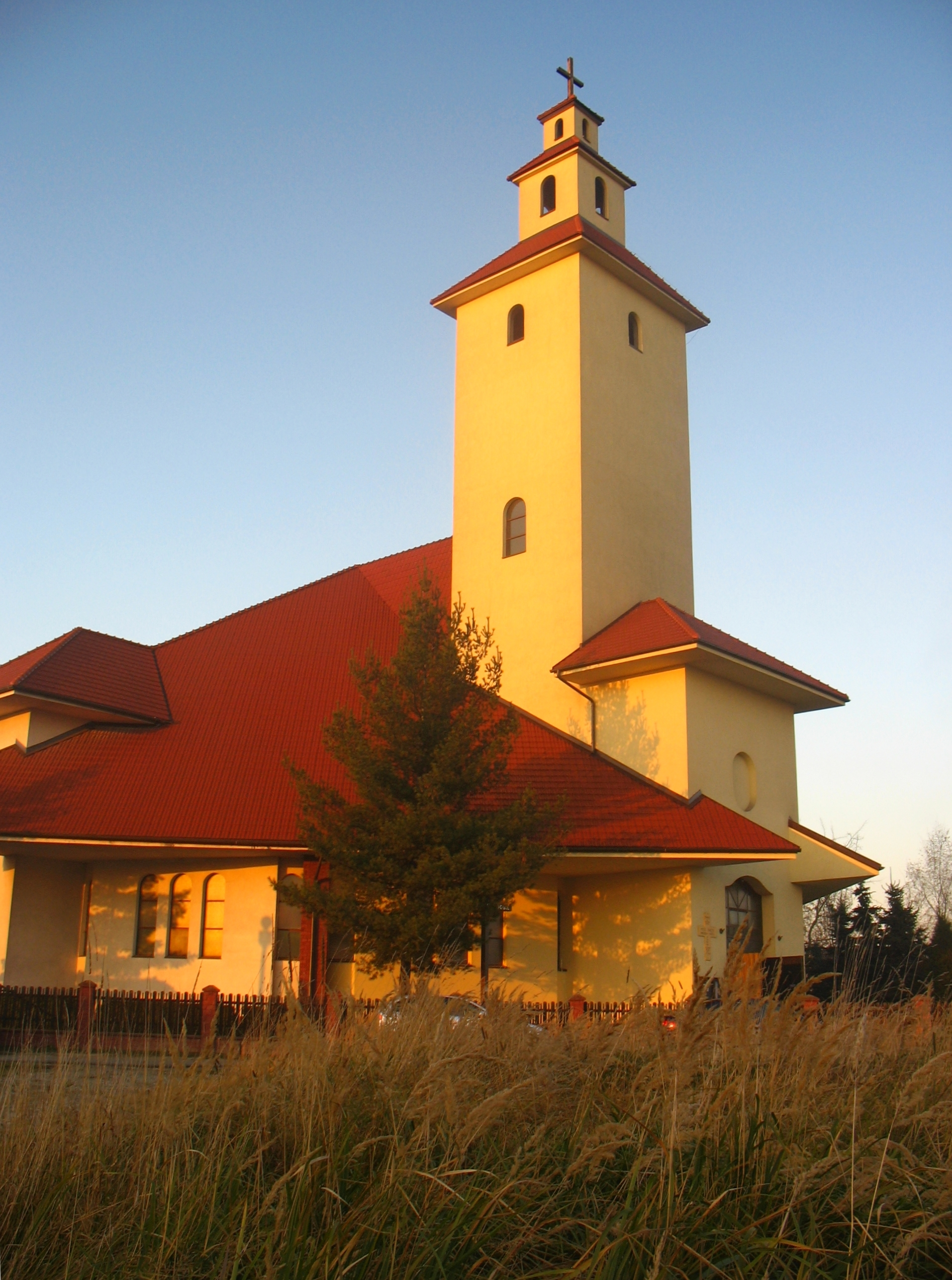
Katholische Kirche

Nowa Wieś (deutsch Neudorf) ist ein Dorf im Powiat Oświęcimski in der Woiwodschaft Kleinpolen in Polen. Es ist eines von sechs Schulzenämtern (sołectwo) der Gemeinde Kęty.

## Geographie
Das Dorf liegt im Süden Polens im Auschwitzer Becken (Kotlina Oświęcimska), einen Kilometer nördlich von Kęty und 16 Kilometer südlich von Oświęcim, am rechten Ufer der Soła und ist Teil der Euroregion Beskydy. Die Hauptstadt der Woiwodschaft Kleinpolen, Krakau (Kraków), liegt 55 Kilometer östlich. Die Staatsgrenze zur Slowakei verläuft etwa 40 Kilometer südlich. Das Dorf hat 3313 Einwohner (1. Januar 2011).
Das Dorf hat eine Fläche von 703 ha.
Nachbarorte sind Bielany und Malec im Norden, Witkowice im Osten, die Stadt Kęty im Süden sowie Hecznarowice im Westen.

## Geschichte
Der Ort wurde 1456 erstmals urkundlich erwähnt. Politisch gehörte das Dorf ursprünglich zum Herzogtum Auschwitz unter der Lehnsherrschaft des Königreichs Böhmen. Im Jahre 1457 wurde das Herzogtum mit dem Dorf von Polen abgekauft und als Nowa Wyesz erwähnt.
Das Dorf hat im Laufe seiner Geschichte immer wieder den Besitzer gewechselt. König  Kasimir IV. Jagiełło schenkte es 1485 für geleistete Gefälligkeiten an Piotr Komorowski. In der zweiten Hälfte des 18. Jahrhunderts kam es in die Hände des Italieners Kamila Dominik Gherri, eines Arztes von König Stanislaus II. August Poniatowski. Im neunzehnten Jahrhundert wurde es Besitztum des Baron Edmund Larisch.
Bei der Ersten Teilung Polens kam Nowa Wieś 1772 zum neuen Königreich Galizien und Lodomerien des habsburgischen Kaiserreichs (ab 1804). Nach der Aufhebung der Patrimonialherrschaften bildete es ab 1850 eine Gemeinde im Bezirk Biała und Gerichtsbezirk Kęty.
Geographisches Lexikon des Königreiches Polen (1880) beschrieb das Dorf als eine im frühen 19. Jahrhundert gegründete deutsche Kolonie von wasserpolnischsprachigen Einwohnern bewohnt. Im Jahre 1880 hatte das Dorf 754 Einwohner, davon 695 waren römisch-katholisch, 51 evangelisch, 8 israelitisch. Im Jahre 1900 hatte die Gemeinde mit dem Gutsgebiet 133 Häuser mit  815 Einwohnern, davon alle polnischsprachige, 801 römisch-katholisch, 14 israelitisch.
1918, nach dem Ende des Ersten Weltkriegs und dem Zusammenbruch der k.u.k. Monarchie, kam Nowa Wieś zu Polen. Unterbrochen wurde dies nur durch die Besetzung Polens durch die Wehrmacht im Zweiten Weltkrieg.
Von 1975 bis 1998 gehörte Nowa Wieś zur Woiwodschaft Bielsko-Biała.